# Hybris (opera)
Hybris je opera „o dvou dějstvích, třech dnech, čtyřech nocích a pěti sonzích“ česko-rakouského skladatele Šimona Vosečka na libreto Kristine Tornquistové upravené skladatelem. Premiéru měla 3. listopadu 2016 ve vídeňské Komorní opeře v podání souboru sirene operntheater.

## Vznik, charakteristika a historie
Opera Hybris vznikla na objednávku vídeňského souboru sirene operntheater (s podporou grantu rakouské spolkové vlády), soustředícího se na novou operu komorního formátu, a to jako součást operní trilogie spojené libretistkou Kristine Tornquistovou. Kromě Vosečkovy Hybris tuto trilogii tvoří opery Nemesis Hannese Löschela a Soma Christofa Dienze, které měly premiéru s odstupem několika dnů. Vedle obecného námětu lékařské etiky opery spojují postavy nemocničního personálu, které se vyskytují ve všech třech. Libreta mimo jiné obsahují „drobnou ironii, spoustu lékařských termínů a názvů léků a trochu černého humoru“. Podle hodnocení Vlasty Reittererové v internetovém magazínu OperaPlus je libreto Hybris „přehledně vystavěné, s jasnou pointou a poselstvím“. Podle Jiřího Slabihoudka na portálu KlasikaPlus je to „[a]legorický příběh s aktuální tématikou. Temný, mystický, se špetkou černého humoru i patosu.“
Námětem Hybris je obchod s lidskými orgány a obecně přílišná sebedůvěra medicíny. Již název opery odkazuje na starořecký pojem pro lidskou domýšlivost a aroganci, podobně slouží v opeře motiv báje o Prométheovi, který lidem pro jejich užitek i zkázu přinesl oheň, dosud vyhrazený bohům.
Pro skladatele Šimona Vosečka se jedná o jeho třetí operu: vedle raných Soudniček (1999) napsal zejména operu Biedermann a žháři, úspěšně provedenou roku 2013.
Christian Heindl v Österreichische Musikzeitung ve všech třech operách lékařskéh cyklu nalézal „odvahu, ba vyznání ke kantabilitě. [Skladatelé] nestojí o hlukové experimenty při zacházení se zpěvními hlasy: znovu a znovu příjemně ohromí, jak se rozvíjejí ariózní linie, jak songovost a písňovost poskytují příležitost k vokální brilanci a vytvářejí okamžiky spočinutí.“ Chválil rovněž „vynikající rovnováhu mezi hlasy a nástroji“. Natalia Jakubova v ruském časopise Muzykalnaja žizň o Vosečkově hudbě psala: „Hudba Šimona Vosečka je vždy rozmanitá. V dialozích dobře vykresluje charaktery, v momentech, kdy je děj „zavěšen“ (čekání na pokoji, operace za zástěnou, noční služba), vytváří neurčitostí rozplývající se, kolébavou zvukovou sféru, do které je například vepsáno pípání kardiografu, ale která je mnohem větší, než pouhý zápis skutečnosti.“ Podle Dominika Trogera na portálu Oper in Wien silná stránka Vosečkovy hudby spočívala v ironických pasážích „Nástroje – například pozoun – byly použity k rozličné groteskní charakterizaci, jejímž vděčným cílem bylo zejména lékařské osazenstvo. […]  Jako už ve svém Biedermannovi nakládá skladatel se zpěvními hlasy stylisticky „konzervativně“, přičemž dbá na srozumitelnost textu. Jsou zde některá áriovitá zpěvní čísla, ve kterých skladatel postavy zdařile charakterizuje.“ Vlasta Reittererová psala, že „[v]okální linka má východisko v řečové intonaci, ale na rozdíl od Biedermanna a žhářů je tentokrát méně diferencovaná v charakteristice postav.“ Vyčítala opeře nevhodně napsané ženské party, málo barevně využitý orchestr a nadužívání bicích nástrojů.
Voseček využil hudby z opery, zejména z jejích meziher, k vytvoření orchestrální skladby Hypnos, která měla premiéru 19. května 2019 na festivalu Pražské jaro.

## Osoby a první obsazení
| osoba                                                                                         | hlasový obor | premiéra (3. listopadu 2016) |
| --------------------------------------------------------------------------------------------- | ------------ | ---------------------------- |
| Dr. Paul Kross, chirurg, vrchní lékař                                                         | tenor        | Markus Miesenberger          |
| Prof. Jessing, primář oddělení                                                                | basbaryton   | Rupert Bergmann              |
| Dr. Adam Klein, směnový lékař                                                                 | baryton      | Georg Klimbacher             |
| Pan Amos, prastarý pacient na játra                                                           | baryton      | John Sweeney                 |
| Pan Soma, moldavský dárce jater zaživa                                                        | tenor        | Richard Klein                |
| Pan Theodor Prommer, pacient s nevysvětlitelnými jaterními potížemi                           | tenor        | Bernd Lambauer               |
| Angelika, vrchní sestra                                                                       | mezzosoprán  | Maida Karisik                |
| Sanjivani, pákistánská zdravotní sestra / Dr. Hattenschwippová, právní a ekonomická poradkyně | soprán       | Ewelina Jurga                |
| Heini, pomocný ošetřovatel                                                                    | baryton      | Johann Leugelb               |
| Dirigent: Jean-François Descamps                                                              |              |                              |
| Režie: Zine Tornquist                                                                         |              |                              |
| Scéna: Armin Bardel, Cornelius Burkert, Kristine Tornquist                                    |              |                              |
| Kostýmy: Markus Kuscher                                                                       |              |                              |

## Děj opery
(Chirurgická stanice velké nemocnice; od úterního rána do pátku)
Na klinice provádí vrchní lékař dr. Kross léčbu jater. Jeho proslulá metoda, jak se zděšením zjišťuje přepracovaný směnový lékař dr. Klein, spočívá v částečné transplantaci – od živého dárce se odebere polovina, ba „lepší polovina“ jater… Ani ušlechtilý profesor Jessing, šéf kliniky, do Krossovy léčby nezasahuje.
Na pokoji leží 95letý bohatý stavební podnikatel Amos, který si za své peníze mohl obstarat takovou transplantaci, a dárce – Soma, chudý muž z Moldavska, úředně vydávaný za Amosova synovce, který se podrobuje zákroku proto, aby získal peníze na operaci, jež má zachránit život jeho dcery. Třetím pacientem je jakýsi Prommer trpící nediagnostikovatelnou jaterní chorobou: každé ráno se budí s krvavou ránou v podbříšku, ale chybějící játra vždy během dne dorostou. Noc co noc mu je totiž vyklovává orel – přes den přítomný v podobě nemocničního zřízence Heiniho, nadaného schopnosti předvídat smrt. Lékaři mu však podávají jen placebo a nakonec ho propouštějí jako simulanta.
Egoistický Amos si nejprve stěžuje, že musí vůbec sdílet pokoj se Somou; teprve po operaci se v něm začíná probouzet svědomí. Už nevidí v Somovi falešného „synovce“, ale bratra… Velmi oslabený a možná umírající Soma je bez cirátů posílán na letadlo zpět do Moldavska, ale jaterní štěp se u Amose neuchytil. Narychlo se objednávají játra na transplantaci z Číny, ale při nové operaci Amos umírá.

## Instrumentace
Hoboj, klarinet (též basklarinet, lesní roh, pozoun; crotales, vibrafon, dvoje tympány, triangl, činel, tam-tam, trojí templblok, malý buben, velký buben, bič; akordeon, klavír; dvoje housle, dvě violoncella, pětistrunný kontrabas.
Tři operační nástroje sloužící též jako bicí nástroje: kovová pila s dřevěným držadlem, dláto, velký francouzský klíč.